# Hardenbergplatz
De Hardenbergplatz is een plein in de Duitse hoofdstad Berlijn, gelegen naast het bekende Bahnhof Zoo in het district Charlottenburg-Wilmersdorf. De voornaamste functie van het plein is die van het belangrijkste busstation voor Berlijnse stadsbussen. Aan het plein staat ook een 118 meter hoge toren: Zoofenster.

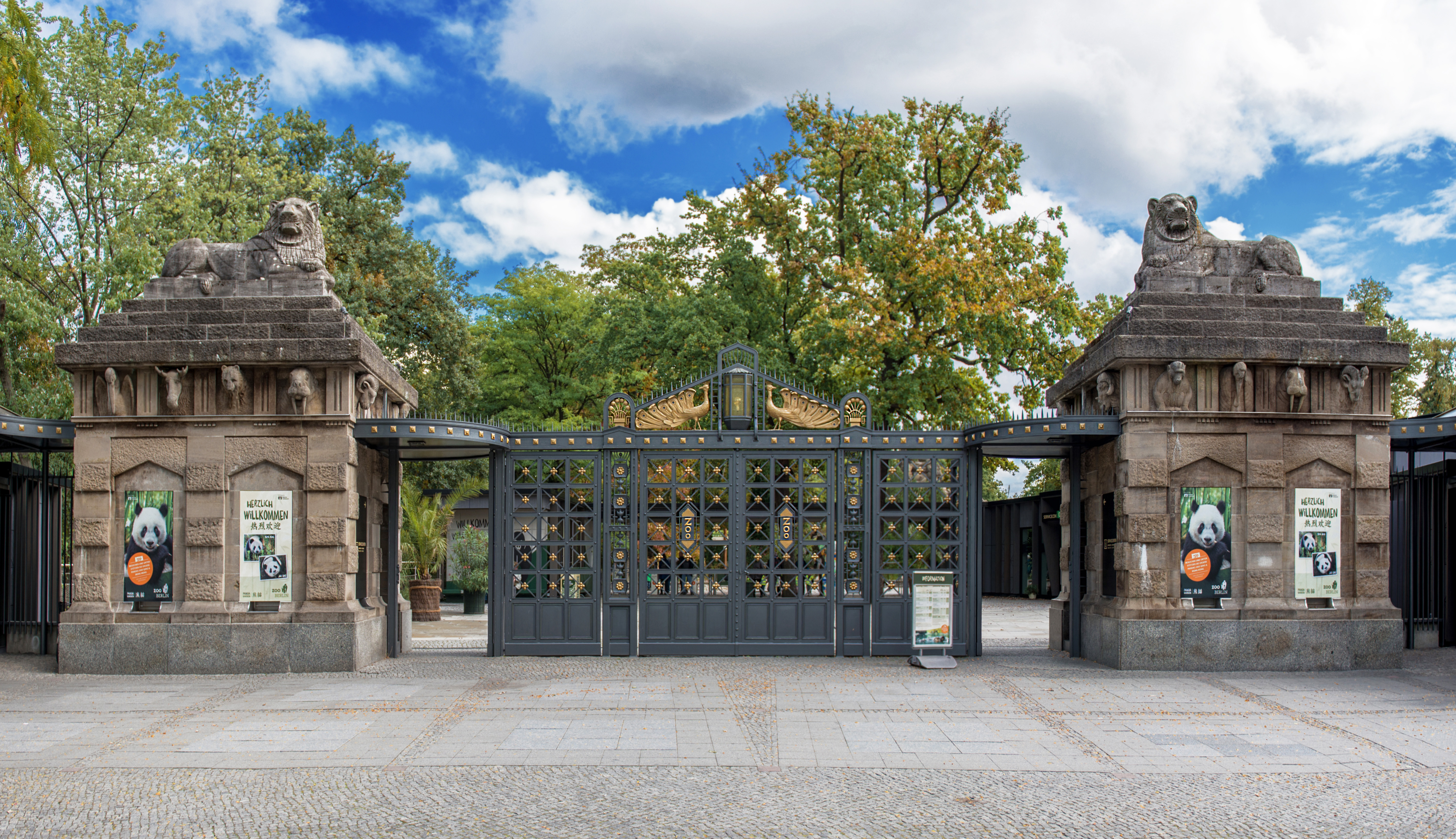
De Löwentor, een van de ingangen van de Zoologischer Garten Berlin

Het plein grenst aan de oostkant aan de Zoologischer Garten Berlin, de dierentuin van Berlijn. Aan het plein staat ook een van de twee ingangen van de dierentuin, de Löwentor (Leeuwenpoort). Deze ingang werd in 1987 herbouwd volgens het oude ontwerp ter ere van de 750-jarige verjaardag van de stad Berlijn. 